# Peter Le Cheminant

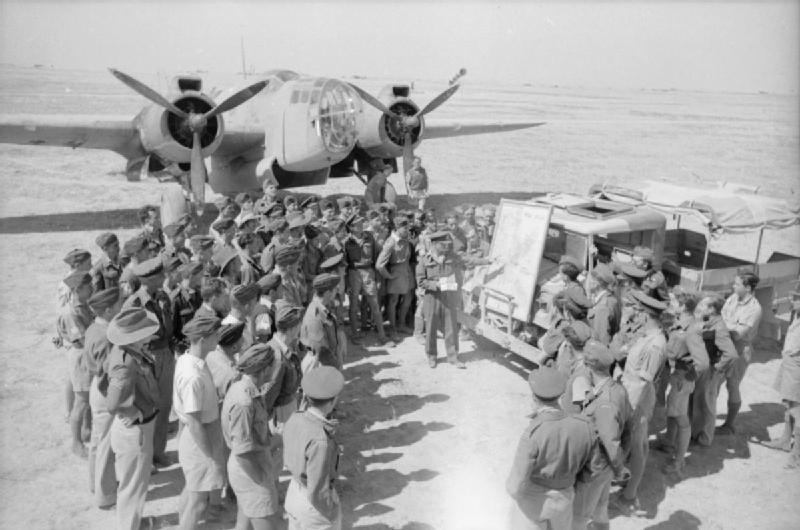
Peter Le Cheminant während des Zweiten Weltkrieges bei einer Einsatzbesprechung (Bildmitte).

Sir Peter de Lacey Le Cheminant, GBE, KCB, DFC & Bar, KStJ, FRUSI (* 17. Juni 1920 auf Guernsey; † 8. April 2018 ebenda) war ein Offizier der Royal Air Force (RAF), der unter anderem als Generalleutnant (Air Marshal) zwischen 1973 und 1975 Vize-Chef des Verteidigungsstabes (Vice-Chief of the Defence Staff) sowie als General (Air Chief Marshal) von 1976 bis 1979 stellvertretender Oberkommandierender der Alliierten Streitkräfte in Mitteleuropa AFCENT (Allied Forces Central Europe) in Brunssum war. Er war ferner zwischen 1980 und 1985 Vize-Gouverneur und Oberkommandierender von Guernsey.

## Leben

### Offiziersausbildung und Zweiter Weltkrieg

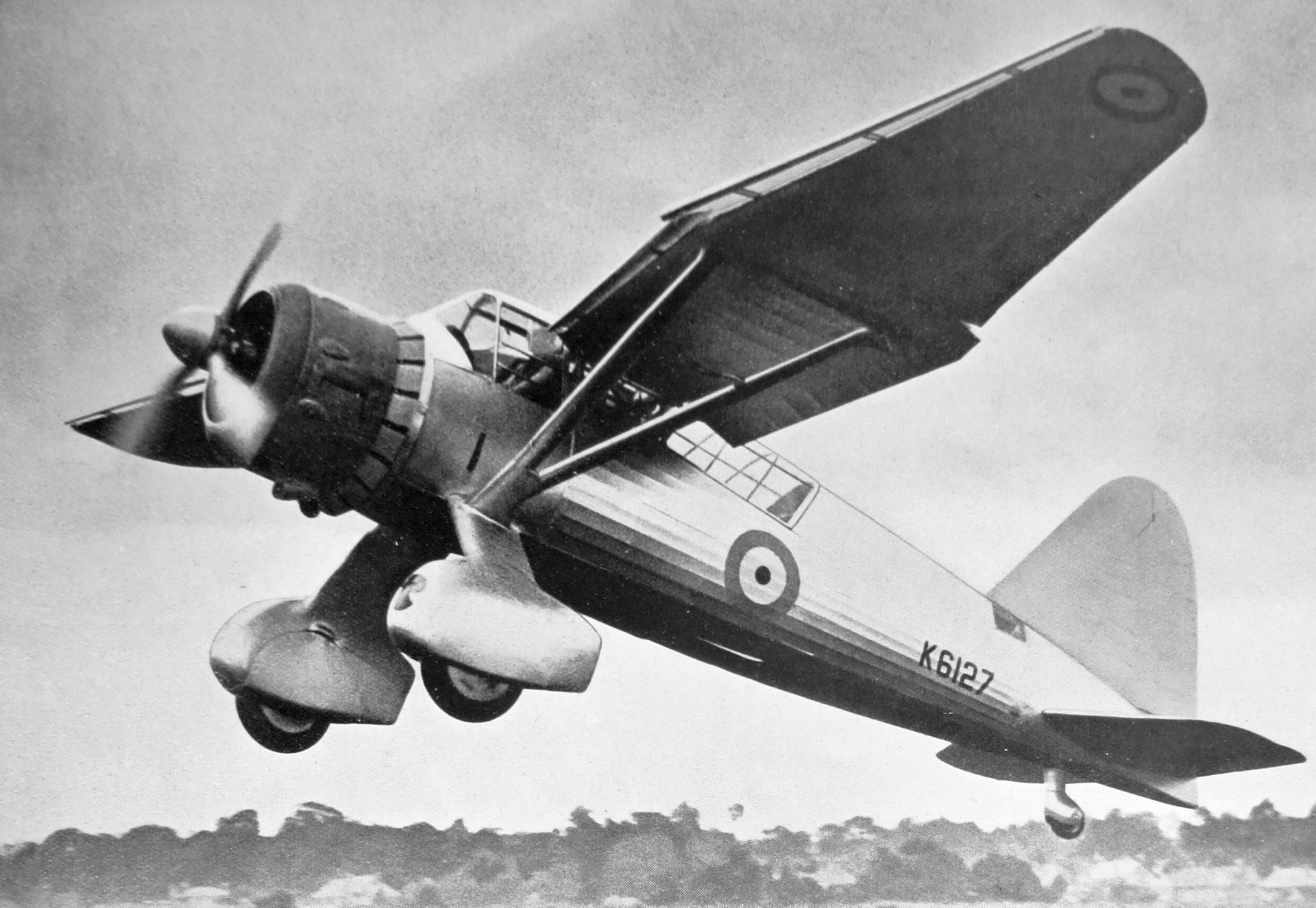
Zu Beginn des Zweiten Weltkrieges war Le Cheminant Pilot von Verbindungsflugzeugen vom Typ Westland Lysander.

Peter de Lacey Le Cheminant, Sohn von Oberstleutnant Keith Le Cheminant und dessen Ehefrau Blanche Etheldred Wake Le Cheminant, besuchte das Elizabeth College auf Guernsey und begann im Januar 1939 eine Offiziersausbildung am Royal Air Force College Cranwell (RAF College Cranwell). Nach Beginn des Zweiten Weltkrieges wurde er am 3. September 1939  Aircraftman sowie zwei Tage Leading Aircraftman (LAC). Aufgrund des Krieges wurde die Offiziersausbildung jedoch verkürzt, so dass er bereits am 23. Dezember 1939 als Leutnant (Pilot Officer) zur weiteren Ausbildung an die Schule für Zusammenarbeit mit dem Heer (No 1 School of Army Co-operation) abgeordnet wurde. Nach deren Abschluss wurde er am 23. März 1940 als Pilot zu der in Péronne in Frankreich operierenden Staffel No. 4 Squadron RAF versetzt. Im folgenden April 1940 wurde er Pilot von Verbindungsflugzeugen vom Typ Westland Lysander in der No. 613  (City of Manchester) Squadron RAF und nach Beginn der Luftschlacht um England am 4. Mai 1940 Pilot der Schwesterstaffel No 614 (County of Glamorgan) Squadron RAF, wo am 23. Dezember 1940 seine Ernennung zum Oberleutnant (Flying Officer) im Kriegsdienst (War Service) erfolgte. Am 10. August 1941 wurde er Fliegerischer Kommandeur (Flight Commander) des B-Schwarms (B-Flight) der No. 614 Squadron RAF und als solcher im Dezember 1941 zum Hauptmann (Flight Lieutenant) im Kriegsdienst ernannt.
Nachdem er vom 14. Juni bis zum 10. August 1942 als Ausbilder für Luftaufklärung an der No 42 Operational Training Unit (OTU)/No 2 School of Army Co-operation tätig war, kehrte als Fliegerischer Kommandeur des B-Schwarms zum No. 614 Squadron RAF zurück und wurde in den kommissarischen Dienstgrad eines Majors (Acting Squadron Leader) ernannt. Die Staffel war mit Jagdflugzeugen vom Typ Bristol Blenheim ausgerüstet und Nordafrika verlegt. Am 17. Dezember 1942 war er mit einem Angriff auf Tunis beauftragt, allerdings platzte beim Start in Bizerta ein Reifen und sein Fahrwerk fiel aus. Im Anschluss wurde er am 16. Januar 1943 Fliegerischer Kommandeur der No. 114 Squadron RAF sowie nach seiner Ernennung in den kommissarischen Rang eines Oberstleutnants (Acting Wing Commander) am 2. Mai 1943 Kommandeur (Commanding Officer) der No. 223 Squadron RAF. Für seine Verdienste wurde er am 27. Juli 1943 mit dem Distinguished Flying Cross (DFC) ausgezeichnet und am 4. August 1943 zum Major im Kriegsdienst ernannt. Im weiteren Kriegsverlauf wurde er am 1. März 1944 ins RAF-Hauptquartier zum Stab für Vereinte Operationen versetzt und besucht zwischen dem 20. Juni und September 1944 das Royal Air Force Staff College Andover. Nach dessen Abschluss wurde er im September 1944 Stabsoffizier für Nachrichtendienste im Büro des Assistierenden Chefs des Luftwaffenstabes ACAS (Assistant Chief of Air Staff) sowie in den letzten Kriegsmonaten im März 1945 Stabsoffizier im Hauptquartier der sogenannten Tiger Force, der Einheiten der Langstreckenbomber (Very Long Range Bomber Force).

### Nachkriegszeit
Nach Ende des Zweiten Weltkrieges wurde Peter Le Cheminant am 28. August 1945 Nachrichtendienstoffizier im Lufttransportkommando (RAF Transport Command) und anschließend am 1. April 1946 in den Führungsstab der Alliierten Stabsschule (Allied Staff College) versetzt, an der er bis 1949 tätig war. Während dieser Zeit wurde er am 21. Mai 1946 zum Hauptmann (Flight Lieutenant) befördert, wobei diese Beförderung auf den 23. Juni 1943 zurückdatiert wurde. Am 1. August 1947 erhielt er zudem die Beförderung zum Major (Squadron Leader). Er war zwischen 1949 und 1951 Kommandeur des No. 209 Squadron RAF und war nach seiner Beförderung zum Oberstleutnant (Wing Commander) am 1. Juli 1951 zwischen 1951 und 1953 Offizier im Hauptquartier der Luftstreitkräfte im Fernen Osten, wo er auch zum Einsatz im Koreakrieg kam. Für seine dortigen Verdienste erhielt er am 31. August 1951 eine Spange (Bar) zu seinem Distinguished Flying Cross. Nachdem er zwischen 1953 und 1955 Offizier im Vereinigten Planungsstab war, fand er von 1955 bis 1958 Verwendung als Wing Commander der Fliegerischen Einheiten auf der Luftwaffenbasis RAF Kuala Lumpur. Am 1. Juli 1958 erfolgt seine Beförderung zum Oberst (Gropu Captain) und im Anschluss der Besuch des Joint Services Staff College. Nach dessen Abschluss war er vom 10. November 1958 bis zum 2. August 1961 stellvertretender Leiter der Stabsabteilung Luftwaffenplanung und Programme (Deputy Director, Directorate of Air Staff Plans and Programmes) sowie daraufhin zwischen dem 2. August 1961 und dem 31. Dezember 1963 Kommandant des Luftwaffenstützpunktes RAF Geilenkirchen.
Am 31. Dezember 1963 wurde Le Cheminant Leiter der Stabsabteilung für Einsatzbesprechungen (Director of Air Staff Briefing) und am darauf folgenden 1. Januar 1964 zum Brigadegeneral (Air Commodore) befördert. Am 16. Mai 1966 wurde ihm der kommissarische Dienstgrad eines Generalmajors (Acting Air Vice Marshal) verliehen, woraufhin er zwischen dem 16. Mai 1966 und dem 2. Oktober 1967 erst Leitender Stabsoffizier SASO (Senior Air Staff Officer) und danach vom 2. Oktober 1967 bis zum 20. November 1968 Chef des Stabes der Luftstreitkräfte im Fernen Osten (Far East Air Force) war. In dieser Zeit wurde er am 1. Januar 1967 zum Generalmajor (Air Vice Marshal) befördert sowie aufgrund seiner Verdienste am 8. Juni 1968 Companion des Order of the Bath (CB). Nach seiner Rückkehr fungierte er zwischen dem 20. November 1968 und dem 1. Mai 1971 als Kommandant der Vereinigten Einrichtung für Kriegsführung (Joint Warfare Establishment), eine militärische Ausbildungseinrichtung der Streitkräfte in Old Sarum. Am 1. Mai 1971 übernahm er den Posten als Assistierender Chef des Luftwaffenstabes für politische Inhalte (Assistant Chief of the Air Staff (Policy)) und hatte diesen bis zum 11. November 1972 inne.

### Aufstieg zum Air Chief Marshal und Vize-Gouverneur von Guernsey
Peter de Lacey Le Cheminant wurde am 3. Juni 1978 zum Knight Commander des Order of the Bath (KCB) geschlagen, so dass er seither den Namenszusatz „Sir“ führte. Einen Monat später erfolgte am 1. Juli 1972 seine Beförderung zum Generalleutnant (Air Marshal). Er war zwischen dem 11. November 1972 und dem 31. Januar 1974 Ständiger Militärischer Vertreter bei der Central Treaty Organization (CENTO). Im Anschluss löste er am 31. Januar 1974 Generalleutnant John Gibbon als Vize-Chef des Verteidigungsstabes (Vice-Chief of the Defence Staff) ab und hatte diese Funktion im Verteidigungsministerium bis zum 5. Februar 1976 inne, woraufhin Vizeadmiral Henry Leach seine dortige Nachfolge antrat.
Zuletzt wurde Le Cheminant am 2. Februar 1976 zum General (Air Chief Marshal) befördert. Er wurde daraufhin am 5. Februar 1976 Nachfolger von Air Chief Marshal Lewis Hodges als stellvertretender Oberkommandierender der Alliierten Streitkräfte in Mitteleuropa AFCENT (Allied Forces Central Europe) in Brunssum. Auf diesem Posten verblieb er bis zu seinem Eintritt in den Ruhestand am 27. August 1979 und seiner damit verbundenen Ablösung durch Air Chief Marshal John Stacey. Am 3. Juni 1978 wurde er zudem zum Knight Grand Cross des Order of the British Empire (GBE) erhoben.
Am 22. April 1980 löste Sir Peter de Lacey Le Cheminant Vizeadmiral Sir John Edward Ludgate Martin als Vize-Gouverneur und Oberkommandierender von Guernsey ab. Er hatte dieses Amt als Vertreter von Königin Elisabeth II. bis 1985 inne und wurde im Anschluss von Generalleutnant Sir Alexander Crawford Simpson Boswell abgelöst. Am 18. Dezember 1980 wurde er auch Knight of Justice des Order of Saint John (KStJ) sowie 2001 Fellow des Royal United Services Institute (FRUSI).

## Veröffentlichungen
- The Royal Air Force. A personal experience, 2001, ISBN 0-7110-2786-2
- Beautiful Ambiguities. An Inside View of the Heart of Government, 2001, ISBN 1-8606-4719-7